# Милорад Николић Шваба
Милорад Николић Шваба (Трново поље, код Уба, 1885 — Црвена Јабука, код Уба, 1. августа 1955), био је земљорадник и рабаџија, те учесник Првог светског рата. Носилац је Златног војничког ордена Карађорђеве звезде са мачевима, као и још неколико одликовања и признања.

## Биографија
Милорад Николић, рођен је 1885. године у Трновом пољу код Уба, од оца Милана и мајка Стане (родом из суседне Богдановице), пољопривредници слабог имовног стања. Рођен је и одрастао на периферији Уба. Завршио је основну школу у Убу и бавио се пољопривредном производњом.

### Ратно искуство
Као редов V пешадијског пука „Краља Милана“ учествовао је у свим ратовима од 1912. до 1918. године и починио више јуначких подвига. Заробио је већу групу аустроугарских војника и за то био одликован Златним војничким орденом Карађорђеве звезде са мачевима, о чему је објављен и указ ФАО бр.11124. Имао је још два одликовања и више ратних споменица. Заробљен је 1915. године и интерниран у Немачку у заробљеништво, где је остао до завршетка Првог светског рата. Пошто је у Немачкој научио немачки језика и често причао о утисцима које је стекао у Немачкој Убљани су га прозвали „Шваба“. Захваљујући знању немачког језика током Другог светског рата спасио је већу групу житеља Уба и околине које су Немци намеравали да стрељају.
Бавио се рабаџијским пословима и углавном за убске трговце превозио разне врсте роба од Београда, Обреновца, Ваљева и Шапца до Уба и натраг. Био је веома добар човек, велики шаљивџија и боем. Кад би био „загрејан“ током Другог светског рата умео је да запевао „Нема зоре, нема белог дана, без наших партизана“. Због тога је притваран, саслушаван и упозораван да то више не чини.
У браку са Анком Беловуковић, домаћицом из Уба, имао је осморо деце – по четири сина и кћери. Мушка деца су им рано помрла а иза кћерки је остало бројно потомство.
Милорад Николић, умро је 1. августа 1955. године у свом у Убу.